# モンド映画
モンド映画（モンドえいが、Mondo film）は、映画のジャンル。観客の見世物的好奇心に訴える猟奇系ドキュメンタリー・モキュメンタリー映画。モンド物ともいう。「衝撃」と「ドキュメンタリー」から、ショックメンタリー（shockumentary）という呼び方もされる。

## モンド映画の盛衰
モンド映画は、世界各地の秘境の奇習や大都会の夜の風俗、事故や処刑の瞬間など衝撃映像を、虚実取り混ぜて見世物感覚で構成したドキュメンタリー風映画を指す。1962年に公開され世界的に大ヒットしたグァルティエロ・ヤコペッティ監督のイタリア製ドキュメンタリー映画『世界残酷物語』のイタリア語原題 "Mondo Cane"（直訳：「犬の世界」）がモンド映画の語源となっている。『世界残酷物語』のヒット以降、便乗するようにイタリアを中心としたヨーロッパ各地や日本で1960年代から1970年代にかけて秘境ドキュメンタリー映画や残酷ドキュメンタリー映画、性医学ドキュメンタリー映画などが製作され、壮絶な題名や誇大な広告とともに公開された。こうした映画は『世界残酷物語』の原題に倣って「Mondo …」（…の世界）と題された映画が多かったため、後に「モンド映画」と呼ばれるようになった（日本で製作されたモンド映画は、和製モンドである）。
モンド映画のスタンスは好奇心や見世物感覚であったが、映画の最後には、とってつけたように「世界の残酷な現実をあえて明らかにする」「動物たちを大切にしなければならない」「狂っているのは野蛮人ではなく文明人のほうである」などといった社会派的な結論がついていた。基本的には金儲けのためにセンセーショナルな話題を取り上げて観客から料金を巻き上げるエクスプロイテーション映画の一種であり、『世界残酷物語』や、それに先立つ「夜もの」映画も含め、モンド映画にはあからさまなやらせや事実誤認、配給会社による誇大広告などがつきものである。
モンド映画はヒット企画への便乗を身上とする映画人により製作された。イタリア人を主とする彼らにとっては、有名俳優などは不要で英語のナレーションを付けるだけで即世界に売れるモンド映画は恰好の商売の手段だった。彼らはより過激な残酷さや観客をつかむ映像のパワフルさを追求したが、ヤコペッティが3年の歳月を費やし、本物の処刑シーンも収めた『さらばアフリカ』（1966年）が興行的に大失敗するなどしてブームに陰りが生じ、映画がテレビに対して衰退した1970年代半ば以降にはモンド映画ブームは収束し、1980年代前半を最後にモンド映画的なものはテレビの特集番組やレンタルビデオなどに吸収された。似たような便乗映画が多すぎた上（いわゆるマンネリ）、海外旅行が一般化したため観客の異国への興味が薄れ、当初の新鮮味が失われ次第に飽きられるようになったこと、即物的な衝撃を求めるあまり製作費のかかるやらせをやめ、本物の死や死体を映したニュースフィルムをつなぐだけの映画へと移行し、残酷さが一般観客の許容度を超えるようになったことなどが、モンド映画が劇場から消えた原因であろう。
著名なモンド映画監督としてはヤコペッティ以外にも『ピンク・フラミンゴ』のジョン・ウォーターズや『ファスター・プシィキャット!キル!キル!』のラス・メイヤーなどがいる。これら監督たちの映画は脱力的な大衆文化「モンド・カルチャー」のルーツとなったほか、世界中の悪趣味（バッド・テイスト）文化にも多大なる影響を及ぼした。
ジャンルごと消滅し忘却されていたモンド映画およびモンド音楽（後述）は、1980年代末以降のアメリカのサブカルチャー界で、奇怪で悪趣味なB級映画やB級文化を、見方を変えて笑えるもの・面白いものとして再評価しようという動き（「モンド・カルチャー」）を生み出すきっかけになり、再び注目を集めるようになった。リアリティ番組の台頭などを受け、2000年代になってアメリカ合衆国ではドキュメンタリー映画の新たなブームが起きはじめている。中には社会の関心の高い問題への便乗や、社会に広がる偏見への便乗を図る映画もあり、モンド映画的なものは再び映画館に戻りつつある。

## モンド映画とオリエンタリズム
モンド映画における、撮影する側・鑑賞する側（ヨーロッパ人男性）から、撮影される側（日本人も含むアジア人・アフリカ人・途上国人・原住民などの人種、女性、また風俗関係者や事故の被害者など）への視線には、文明社会である欧米の白人から野蛮社会であるそれ以外の世界への本音、あるいは見世物的な好奇心や蔑視があからさまに表れているということもできる。裸体など映画の規制の厳しい時代でも、原住民の乳房や股間に修正は入らなかったことも多かった。
もっともこうした「文明から野蛮への視線」・「秘境への関心」・「やらせ的な演出」は、1920年代の文化人類学的ドキュメンタリー映画の巨匠ロバート・フラハティの作品や、1930年代の特撮映画『キングコング』の登場人物である秘境撮影隊の面々にも見ることができる。映画史の初期から今日まで、やらせとドキュメンタリー、虚構と事実のあいまいな「モンド映画的な要素」は映画という表現につきまとってきた存在である。

## モンド映画の音楽・モンドミュージック
モンド映画には、『世界残酷物語』のリズ・オルトラーニによるテーマソング「モア」の大ヒット以降、これを真似して、衝撃的な映像にもかかわらず、流麗で叙情的な音楽、あるいは能天気かつ瀟洒で明るい伴奏（ラウンジ・ミュージックなど）が数多く添えられた。
「モア」以外の代表的な楽曲としては、ニーノ・オリヴィエロが『続・世界残酷物語』(1963)の主題歌として作曲しミルバが歌った「世界を愛して」、ピエロ・ウミリアーニが『フリーセックス地帯を行く〜天国か地獄か』(1968)の挿入歌として作曲した「マナ・マナ」、リズ・オルトラーニが『ヤコペッティの残酷大陸』(1971)のテーマ曲として作曲しカティーナ・ラニエリが歌った「オー・マイ・ラヴ」、カルロ・サヴィーナ作曲による『グレートハンティング』(1975)の音楽、ダニエレ・パトゥッキ作曲による『シャーク!』(1976)の音楽などがある。「マナ・マナ」は後に『セサミ・ストリート』で使用され、「オー・マイ・ラヴ」は映画『ドライヴ』(2011)のサウンドトラックに流用されるなど、これらモンド映画の音楽はしばしばオリジナルの映画とは切り離された分野で再評価されることがある。また、主に1970～80年代に「モンド」的な感覚で製作された劇映画においても「モンド映画」的な音楽演出が行われることがある（中世の魔女狩りを描いた劇映画『残酷!女刑罰史』(1970)におけるミヒャエル・ホルム作曲の音楽や、モキュメンタリー的な手法による劇映画のはしりとされる『食人族』(1979)でのリズ・オルトラーニ作曲の音楽など。邦画では牧口雄二監督による『徳川女刑罰絵巻 牛裂きの刑』(1976)、『戦後猟奇犯罪史』(1976)、『女獄門帖 引き裂かれた尼僧』(1977)における渡辺岳夫作曲の音楽が、モンド映画に通じる美しい旋律でカルト的な人気を集めている）。
世紀末のモンド・ブームは、モンド映画『モンド・ニューヨーク』（1988年）の公開をきっかけに始まり、通常のディスクガイドでは完全に無視されるような奇妙で特殊な音楽―モンド・ミュージック（以下、モンド音楽）のリバイバルで爆発的に広まった。代表的なモンド音楽として、アメリカのファミレス、モール、空港、ホテル、エレベーターで、1960年代〜70年代に流れていたラウンジ・ミュージック（以下、ラウンジ）がある。ラウンジはジャズ・エキゾチカ・エレクトロニカなどの多様なジャンルを巻き込んだ匿名性の高いムード音楽（イージーリスニング）の一種で、明確な輪郭を持った音楽ジャンルではなかったが、こうしたヒットチャートとは無縁の大衆音楽を「見方を変えて面白く享受する様式」そのものが「モンド音楽／ラウンジ」とみなされた。
本国アメリカでは、西海岸の独立系サブカルチャー雑誌『w:RE/Search Publications』の2号にわたる「インクレディブリー・ストレンジ・ミュージック（＝信じられないほど奇妙な音楽）」特集の影響、および90年代半ばに若者の流行がグランジからラウンジへ移行したことにより、モンド・ブームは一気に過熱する。特にラウンジは、エキゾチカとモーグが二大巨頭とみなされた。1996年には、ビースティ・ボーイズが編集するアメリカのユース・カルチャー誌『グランドロイヤル・マガジン』3号でモーグ特集が組まれ、ブームは最高潮に達した。
1995年2月には、ラウンジのみならず、アポロ計画の頃に作られた宇宙ものやマイナーなCMソングなど、従来は軽視されてきたムード音楽に新たな解釈や面白さを与え、娯楽的かつ学術的に体系化した書籍『モンド・ミュージック』（リブロポート発行／Gazette4＝小柳帝、鈴木惣一朗、小林深雪、茂木隆行の共著）が刊行されたことで、この用語は音楽業界にそれなりに定着した。
1997年のユリイカで大里俊晴はユリイカに登場するモンドミュージックの評論者について「面白いものは面白く享受し、必ずしも面白く意図していないものも、見方を変えて面白く享受する。（中略）徹底的な聞き手主導の面白主義の立場である。」と表現した。
元ボアダムスの山本精一はモンド音楽について「一言で言ったら変態」「趣味のよい悪趣味」「あくまで無意識」「狙ってないことがポイント」「本人は自分がモンドだなんて決して思ってない」と1995年のSPAのインタビューで答えた。
なお『モンド・ミュージック』のスタッフは、MONDOを次のように分類した。「MONDOにも2種類ある。意図せずしてMONDO（と呼ばれるよう）になってしまったものと、始めから意識的にMONDOをやっているものと」。

## 代表的なモンド映画

### ドキュメント形式
- 世界結婚奇習物語（米：1959年）－ハワード・C・ブラウン監督。世界の摩訶不思議な奇習や因習を用いた結婚を紹介する。 実はモンド映画の走りになった映画。
- ヨーロッパの夜（伊：1959年） - アレッサンドロ・ブラゼッティ監督作品。グァルティエロ・ヤコペッティ脚本。ヨーロッパ各地のナイトクラブやストリップショーを撮ったもの。
- 世界残酷物語（伊：1962年） - グァルティエロ・ヤコペッティ監督作品。世界各地の奇習を収録。モンド映画の元祖。以後、多くの便乗映画が題名に「Mondo」を冠し、これらがモンド映画と呼ばれることとなった。
- タブウ（伊：1963年） - 原題「I Tabu」
- 世界女族物語（伊：1963年） - グァルティエロ・ヤコペッティ監督作品。
- 南海の楽園　（伊：1963） - 原題「IIl Paradiso Del Sud-mare」ジャン・ガスパーレ・ナポリターノの遺作だがスタッフの殆どがモンド映画のスタッフであり共同監督もモンド系である。
- 新・残酷物語（イタリア語版）（伊：1963年） - 原題「Mondo Infame」
- 地球の皮を剥ぐ（伊：1963年） - 原題「Il Mondo di Notte N.3」別題「Ecco」
- 日本の夜/女・女・女物語（英語版）（日本：1963年） - 英題「Women... Oh, Women!」、武智鉄二監督作品。ピンク映画の先駆けの一つ。
- 地球のうぶ毛（イタリア語版）（伊：1963年） - 原題「Il Pelo Nel Mondo」 - 英題「Go! Go! Go! World!」
- 世界の裏の裏（伊：1963年） - 原題「Mondo Balordo」
- 日本残酷物語（日本：1963年） - 中川信夫監督の幻の和製モンド映画。
- 世界を裸にする（伊：1963年） - 原題「Mondo Nudo」
- ゼロの世代（伊：1963年） - 原題「I Malamondo」パオロ・カヴァラ監督作。
- 残酷大陸クワヘリ（米：1964年） - 原題「Kwaheri:Vanishing Africa」
- さらばアフリカ（英語版）（伊：1965年） - グァルティエロ・ヤコペッティ監督作品。
- 世界猟奇地帯（伊：1966年） - 原題「Mondo Bizzaro」米国では「Mondo Freudo」と併映だった。
- 裸の魔境（仏:1966年） - 原題「Flame and the Fire」
- 狂った大陸・これがアメリカだ（伊：1966年） - アメリカ合衆国の狂気を収録した映画。
- 世界のティーンエージャー ｢Les teenagers ｣（仏･西独:1967年） - ピエール・ルスタン（フランス語版）監督。類似映画に｢mondo-teeno Teenage Rebellion｣がある。
- 世界禁断地帯（米：1967年） - 原題「Mondo mod」- モンド映画だが若者文化の『モッズ』中心に焦点を当てた異色作。
- アフリカ最後の残酷（イタリア語版）（伊：1967年） - 原題「Mal d'Africa」- アフリカの内戦とスラム街と儀式を描く。
- フリーセックス地帯を行く〜天国か地獄か（伊：1968年） - スウェーデンの性を好奇心から見た映画。
- 世界秘教地帯を裂く〜 続・快楽と神秘（伊：1968年） - 原題 ｢Angeli Bianchi...Angeli Neri｣ 怪しげな儀式や魔教や等を凝った映像で描くサイケチックでオカルト指向の強い異色のモンド映画。
- ハレンチ地帯をあばく-裸にされたイギリス（伊：1969年） - イギリスの歴史や現代の退廃を集めた映画。
- にっぽん'69 セックス猟奇地帯（日：1969年） - 中島貞夫監督。現代日本の退廃を縦横無尽に取り上げた異色ドキュメンタリー映画。
- 裸と猟奇の世界（伊：1970年） - 原題「America Our Home」アメリカの暗部と裏側を描く。
- 残酷猟奇地帯（伊：1972年） - 原題「Africa Ama」アフリカの猟奇的奇習を描く。
- 残酷裸の魔境/ブードゥー伝説（仏：1973年） - 原題「Le Vaudou」ブードゥー教のショッキングな奇習や残酷な奇祭を描く。
- グレートハンティングシリーズ（伊：1975年-1984年） - アントニオ・クリマティ（英語版）とマリオ・モッラ（英語版）。動物等の狩りのシーンを集めた映画。しかし、動物が人間を喰べる・人間が人間を狩るショックシーンが大反響を呼んだ（もちろんやらせ）。以後彼らは『残酷を超えた驚愕ドキュメント・カランバ』に至る一連の残酷ドキュメンタリーシリーズを製作したほか、他の製作者らが事故や死の瞬間（もちろんやらせ）を記録した映画を模倣した。
- SM大陸/マンダラ （西独:1975年） - 原題「Shocking Asia」- エマーソン・フォックス（ロルフ・オルセン（英語版））監督｡アジアと一部アフリカのエログロ奇習とグロテスクな性儀式と性癖を描いたモノ。
- 驚異猟色地帯を裂く（伊:1976年） - 原題「Nuovo Mondo Bizarro」- 世界の色欲、強欲、あらゆるエログロにスポットライト当てる。
- ポール・ポジション（伊：1978年） - マリオ・モッラ監督のF1ドキュメンタリー映画。事故シーン中心。
- スナッフ/SNUFF（米：1975年） - 実際の殺人映像との触れ込みで公開された映画。もちろん誇大広告であり、実態は不良少女や犯罪者を扱ったアルゼンチン製娯楽映画（1971年に製作されたもの）に、アメリカの製作者が追加映像を加えてでっちあげた映画ではあったが、「裏の世界には、娯楽のためにカメラの前で人を殺して撮影した映画が出回っている」というスナッフフィルムの噂に基づいて公開された映画だった。なお、スナッフフィルムが本当に作られたり出回ったりした事件などは世界のどこでも報告されていない。
- 魔の獣人部落マジアヌーダ（イタリア語版）（伊：1976年） - 原題「Mondo Magic」。アルフレードとアンジェロのカスティグリオーニ兄弟（イタリア語版）による監督作品。1960年代末から1980年代にかけてアフリカの奇習にこだわって5本の映画を撮り続けた。モンド映画の中でも最も本物志向で力強い映像で知られるが、その分見世物らしさに欠け人気は今一つであった。なお、映画公開時に邦題は魔の獣人部落だったが、後のビデオ・DVD発売時には魔の獣人地帯に改題されている。
- ジャンク 死と惨劇（米：1978年） - 原題「Faces of Death」。いくつかのやらせ映像と、ひたすら死や死体を映したニュースフィルムを集めた映画。日本資本で、アメリカで製作された。以後、海外などへの撮影隊を送らずに買い集めた実録映像のみで作った安上がりな続編が多数公開され、やらせも社会派的結論もないショックのみを追求する即物的な映画がこのジャンルに増えた。一方、内容が一般観客に耐えられるものではなくなり、やがてマニア向けのビデオ商品と化していった。
- アメリカン・バイオレンス（米・日 1981年） - 原題「The Killing of America 」-山本又一朗とレナード・シュレイダーとの共作。
- 食人族（伊：1981年） - ルッジェロ・デオダート監督作品。実話との触れ込みで公開されたため、真贋論争が起きた。『ブレア・ウィッチ・プロジェクト』等に見られる、フェイク・ドキュメンタリーの元祖。
- 新・世界残酷物語（イタリア語版）（伊:1986年） -　原題「Mondo senza veli」アルベルト・トーマス（英語版）監督作品。ナレーター：森山周一郎
- モンド・ニューヨーク（英語版）（米：1987年） -　原題 「Mond New York」　ニューヨークのスカムで過激なアーティストたちのパフォーマンスを紹介していく映画。
- ダーティハンティングシリーズ（米：1989年） - アフリカの奇習を中心に衝撃映像を集めた映画。

### ドラマ映画（役者を使った映画）
- 野生の眼/世紀末猟奇地帯（伊:1967年） - 「L'Occhio selvaggio,」モンド映画の裏側とヤラセを暴露した内幕モノ。
- 明治大正昭和 猟奇女犯罪史（日:1969年） - 石井輝男監督作品。阿部定事件など女性が関わった猟奇殺人事件を描く。
- モンド・トラッショ（米:1969） - ジョン・ウォーターズのデビュー作。タイトルはモンド映画のパロディ。
- 残酷!女刑罰史（独・英:1970年） - 「Mark of The Devil」ヨーロッパ拷問史。
- ヤコペッティの残酷大陸（伊:1971年） - ヤコペッティ初の本格劇映画。
- 女子学生(秘)レポートシリーズ（独：1971-1978） - 「Schulmädchen-Report」女子高生と女子大生の性の体験談を再現したもの。
- ヤコペッティの大残酷（伊:1974年） - ヤコペッティのモンド風味の残酷ファンタジー大作。
- 食人大統領アミン（英・ケニア：1981年） - ウガンダのイディ・アミンの残忍性を描いた映画。
- 黒い太陽七三一 戦慄!石井七三一細菌部隊の全貌（香港1988-1993年） - 「黑太陽731-MAN BEHIND THE SUN（THE DEVIL 731）」
- ユナイテッド・トラッシュ（独:1996年） - クリストフ・シュリンゲンズィーフのグロテスクでアナーキーなモンド風コメディ。

## 代表的なモンド映画音楽
- 「モア」（『世界残酷物語』主題曲）リズ・オルトラーニ作曲
- 「世界を愛して」（『続・世界残酷物語』主題歌）ニーノ・オリヴィエロ作曲
- 「マナ・マナ」（『フリーセックス地帯を行く〜天国か地獄か』挿入曲）ピエロ・ウミリアーニ作曲
- 「オー・マイ・ラヴ」（『ヤコペッティの残酷大陸』主題歌）リズ・オルトラーニ作曲
- 「ルック・アウェイ」（『裸と猟奇の世界』主題歌）ブルーノ・ニコライ作曲
- 「マイ・ラヴ」「二人の愛の世界」（『グレート・ハンティング』主題歌）カルロ・サヴィーナ作曲